# Equici (cònsol 374)
Equici, o Aequitius, va ser magister militum a Il·líria a l'Imperi Romà.
Nascut a Pannònia, va servir juntament amb el futur emperador Valentinià I com a scutarius (o guàrdia). Sent un dels principals partidaris de Valentinià, el nou emperador va fer Equit magister militum a Il·líria l'any 364. Quan Procopi es va aixecar contra Valentinià, Equici va romandre lleial a l'emperador. Procopi va enviar emissaris a les tropes il·líries per assegurar-se el seu suport, però Equici els va fer capturar i matar. Valentinià va nomenar Equici cònsol el 374, juntament amb l'emperador Gracià. El 375, quan Valentinià va morir, Equici va ser un dels generals que van elevar el segon fill del difunt emperador, Valentinià II, com a emperador. Va ser vist per última vegada a la regió d'Il·líria l'any 384.